# Vincenzo Rennella
Vincenzo Rennella (Saint-Paul-de-Vence, 8 ottobre 1988) è un ex calciatore francese naturalizzato italiano, di ruolo attaccante.

## Carriera

### Club
Nato e cresciuto in Francia da padre napoletano e madre francese, inizia a giocare nelle giovanili del Cannes. Nel 2007 viene acquistato dal Lugano, squadra militante nella Challenge League svizzera, che lo fa esordire in prima squadra. Acquistato nel 2008 dal Genoa, rimane in prestito alla società svizzera ancora per un anno, durante il quale riesce a realizzare 24 gol in 22 partite che gli permettono di vincere la classifica marcatori della seconda divisione svizzera (mettendo a segno un record nelle prime partite di campionato con 16 gol in 12 presenze), portando il totale delle sue presenze in campionato nel Lugano a 51 e quello dei suoi gol a 32.
Per la stagione 2009-2010 viene prestato al Grasshoppers, squadra militante nella Super League svizzera.
Il 14 giugno 2011 passa in prestito al Cesena.
L'esordio con i bianconeri arriva il 30 ottobre 2011 nella partita persa 2-0 fuori casa contro il Parma. Segna la prima rete nel campionato italiano il 22 aprile 2012 Cesena-Palermo (2-2).
Il 31 agosto 2012 viene ceduto in prestito in Spagna al Córdoba, squadra militante nella seconda divisione spagnola. Finita questa esperienza torna al Genoa per poi essere ceduto definitivamente al Real Betis, col quale firma un contratto fino al 2016. Il 26 luglio 2013 il Real Betis lo cede in prestito al Lugo, squadra di seconda divisione. Nell'estate del 2014 torna al Real Betis, nel frattempo retrocesso, col quale disputa il suo terzo campionato di seconda divisione spagnola consecutivo. Il Betis viene promosso nella massima serie e il 17 ottobre 2015, nella sconfitta interna contro l'Espanyol per 1-3, Rennella segna il suo primo gol nella massima serie spagnola. Nel gennaio 2016 il Betis lo cede in prestito al Real Valladolid con obbligo di riscatto. Rennella torna così a giocare in seconda divisione, e firma un contratto con il Real Valladolid fino al 2019.
Nel luglio 2016 passa al Miami FC in prestito per un anno e mezzo con opzione di riscatto.
Nel 2018, dopo lo scioglimento del campionato NASL rimane senza squadra e torna in Europa nella seconda Divisione spagnola, all'Extremadura fino a gennaio e poi da gennaio al Cadice. Successivamente passa ai greci dello Xanthī con i quali colleziona 12 presenze. Il 1º gennaio 2020 rimane svincolato.

## Statistiche

### Presenze e reti nei club
| Stagione            | Squadra             | Campionato          | Campionato | Campionato | Coppe nazionali | Coppe nazionali | Coppe nazionali | Coppe continentali | Coppe continentali | Coppe continentali | Altre coppe | Altre coppe | Altre coppe | Totale | Totale |
| Stagione            | Squadra             | Comp                | Pres       | Reti       | Comp            | Pres            | Reti            | Comp               | Pres               | Reti               | Comp        | Pres        | Reti        | Pres   | Reti   |
| ------------------- | ------------------- | ------------------- | ---------- | ---------- | --------------- | --------------- | --------------- | ------------------ | ------------------ | ------------------ | ----------- | ----------- | ----------- | ------ | ------ |
| 2007-2008           | Lugano              | ChL                 | 29         | 8          | CS              | 2               | 0               | -                  | -                  | -                  | -           | -           | -           | 31     | 8      |
| 2008-2009           | Lugano              | ChL                 | 22+2       | 24         | CS              | 1               | 0               | -                  | -                  | -                  | -           | -           | -           | 25     | 24     |
| Totale Lugano       | Totale Lugano       | Totale Lugano       | 51+2       | 32         |                 | 3               | 0               |                    | -                  | -                  |             | -           | -           | 56     | 32     |
| 2009-2010           | Grasshoppers        | SL                  | 11         | 1          | CS              | -               | -               | -                  | -                  | -                  | -           | -           | -           | 11     | 1      |
| 2010-2011           | Grasshoppers        | SL                  | 20         | 8          | CS              | 1               | 0               | UEL                | 1                  | 0                  | -           | -           | -           | 22     | 8      |
| Totale Grasshoppers | Totale Grasshoppers | Totale Grasshoppers | 31         | 9          |                 | 1               | 0               |                    | 1                  | 0                  |             | -           | -           | 33     | 9      |
| 2011-2012           | Cesena              | A                   | 15         | 1          | CI              | 2               | 0               | -                  | -                  | -                  | -           | -           | -           | 17     | 1      |
| 2012-2013           | Córdoba             | SD                  | 33         | 7          | CR              | 4               | 1               | -                  | -                  | -                  | -           | -           | -           | 37     | 8      |
| 2013-2014           | Lugo                | SD                  | 35         | 13         | CR              | 1               | 0               | -                  | -                  | -                  | -           | -           | -           | 36     | 13     |
| 2014-2015           | Betis               | SD                  | 34         | 6          | CR              | 4               | 1               | -                  | -                  | -                  | -           | -           | -           | 38     | 7      |
| 2015-gen. 2016      | Betis               | PD                  | 6          | 1          | CR              | -               | -               | -                  | -                  | -                  | -           | -           | -           | 6      | 1      |
| Totale Betis        | Totale Betis        | Totale Betis        | 40         | 7          |                 | 4               | 1               |                    | -                  | -                  |             | -           | -           | 44     | 8      |
| gen.-ago. 2016      | Real Valladolid     | SD                  | 14         | 3          | CR              | -               | -               | -                  | -                  | -                  | -           | -           | -           | 14     | 3      |
| 2016                | Miami FC            | NASL                | 14         | 3          | USCup           | -               | -               | -                  | -                  | -                  | -           | -           | -           | 14     | 3      |
| 2017                | Miami FC            | NASL                | 23+1       | 11         | USCup           | 5               | 1               | -                  | -                  | -                  | -           | -           | -           | 29     | 12     |
| Totale Miami Fc     | Totale Miami Fc     | Totale Miami Fc     | 37+1       | 14         |                 | 5               | 1               |                    | -                  | -                  |             | -           | -           | 43     | 15     |
| 2018-gen. 2019      | Extremadura         | SD                  | 12         | 0          | CR              | -               | -               | -                  | -                  | -                  | -           | -           | -           | 12     | 0      |
| gen.-giu. 2019      | Cadice              | SD                  | 7          | 1          | CR              | -               | -               | -                  | -                  | -                  | -           | -           | -           | 7      | 1      |
| 2019-gen. 2020      | Xanthī              | SL                  | 12         | 0          | KE              | 1               | 0               | -                  | -                  | -                  | -           | -           | -           | 13     | 0      |
| Totale carriera     | Totale carriera     | Totale carriera     | 278        | 87         |                 | 21              | 3               |                    | 1                  | 0                  |             | -           | -           | 303    | 90     |

## Palmarès

### Club

#### Competizioni nazionali
- Segunda División (Spagna): 1

Betis: 2014-2015

### Individuale
- Capocannoniere della Challenge League: 1

2008-2009 (24 reti)